# Seitingen-Oberflacht
Seitingen-Oberflacht ist eine Gemeinde im Landkreis Tuttlingen in Baden-Württemberg. Die Gemeinde ist ein Mitglied der Vereinbarten Verwaltungsgemeinschaft der Stadt Tuttlingen.

## Geographie

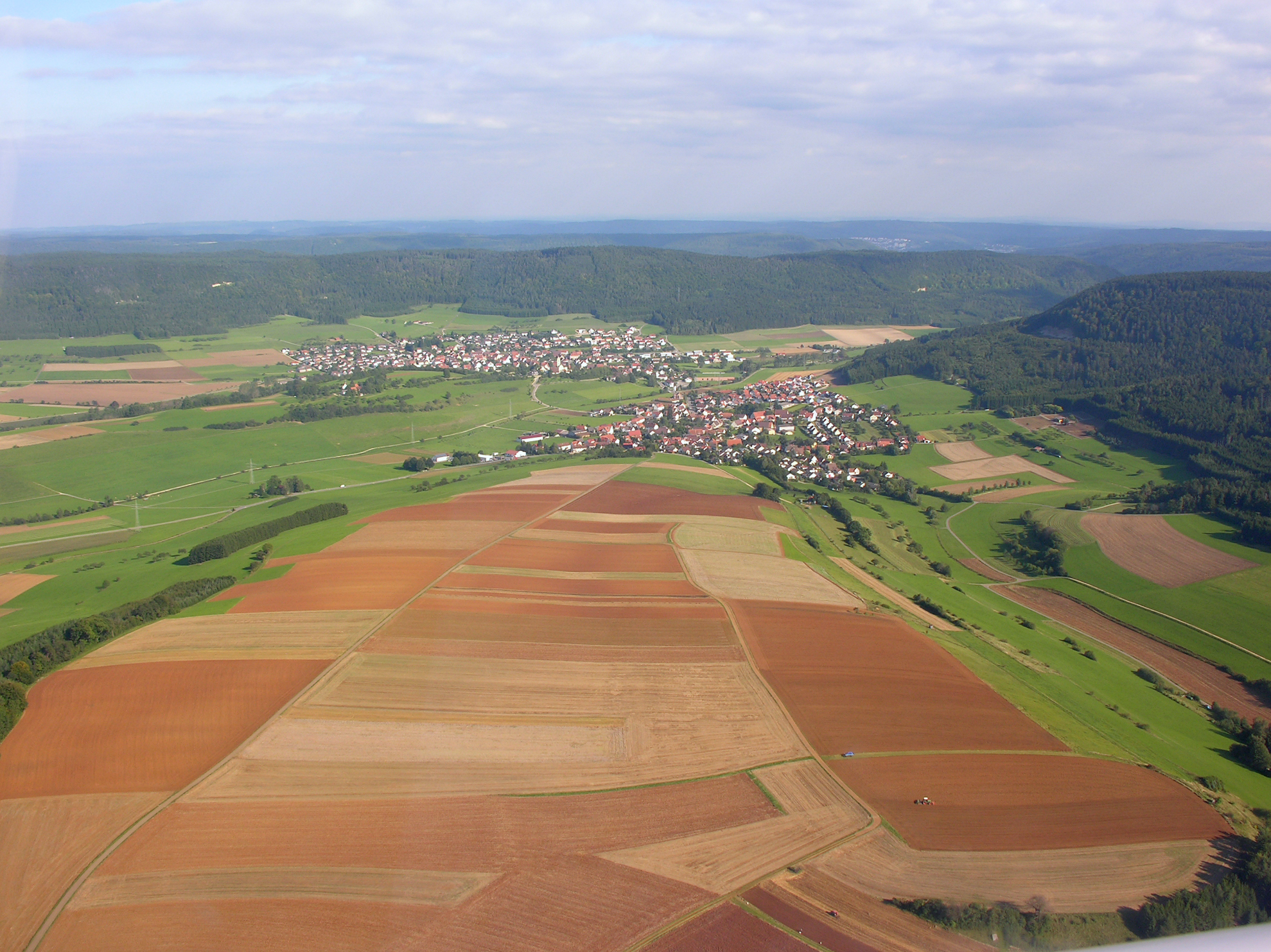
Seitingen und Oberflacht

Seitingen-Oberflacht liegt am südwestlichen Rand der Schwäbischen Alb rund acht Kilometer nordwestlich der Kreisstadt Tuttlingen und etwa zwei Kilometer südsüdöstlich des 912 Meter hohen Zeugenberges Hohenkarpfen. Die Gemeinde grenzt im Norden an Hausen ob Verena, im Osten an Rietheim-Weilheim und Wurmlingen, im Süden an die Kreisstadt Tuttlingen, im Westen an Talheim sowie im Nordwesten an Durchhausen und Gunningen.
Die Gemeinde Seitingen-Oberflacht besteht aus den früher selbständigen Gemeinden Seitingen und Oberflacht. Zur ehemaligen Gemeinde Seitingen gehören das Dorf Seitingen, der Weiler Kirchberg und die Höfe Anstatt, Aumühle und Bruckmühle. Im Gebiet der ehemaligen Gemeinde Seitingen liegt die Wüstung Dächen- oder Denkenhofen auf die ein Flurname hindeutet. Zur ehemaligen Gemeinde Oberflacht gehören das Dorf Oberflacht und das Haus Ziegelhütte.

### Schutzgebiete
Seitingen-Oberflacht hat im Westen einen kleinen Anteil am Landschaftsschutzgebiet Lupfen. Außerdem liegen einige Teilgebiete des FFH-Gebiets Großer Heuberg und Donautal auf dem Gemeindegebiet.

## Geschichte
786 - Erster Urkundlicher Beleg auf einer Schenkungsurkunde des Dudo an das Kloster St. Gallen.
1803 - Eingliederung in das Kurfürstentum Baden
1806 - Eingliederung zum Königreich Württemberg und Zuordnung zum Oberamt Tuttlingen.
Die Gemeinde wurde am 1. Januar 1975 durch die Vereinigung der beiden bis dahin selbständigen Gemeinden Seitingen und Oberflacht gebildet.

### Zugehörigkeit im alten Reich
Im Mittelalter standen Seitingen und Oberflacht unter der Herrschaft, die von den Inhabern der Burg Konzenberg ausging. Von 1300 bis 1600 gehörten die Orte zum Domkapitel Konstanz. Von 1600 bis kurz vor dem Ende des Heiligen Römischen Reichs stellte die Dompropstei Konstanz die Obrigkeit in den Dörfern. Von 1803 bis 1806 waren die beiden Orte beim Kurfürstentum Baden und ab 1806 beim Königreich Württemberg.

### Verwaltungszugehörigkeit
Im 19. und frühen 20. Jahrhundert waren Seitingen und Oberflacht dem Oberamt Tuttlingen zugeordnet. Während der NS-Zeit in Württemberg gelangten die Orte 1938 zum Landkreis Tuttlingen. 1945 wurde das Gebiet Teil der Französischen Besatzungszone und kam somit zum Nachkriegsland Württemberg-Hohenzollern, welches 1952 im Land Baden-Württemberg aufging. Von 1952 bis 1972 befanden sich die Gemeinden mit dem Landkreis Tuttlingen im Regierungsbezirk Südwürttemberg-Hohenzollern.  Seit der Kreisreform von 1973 gehören sie mit ihrem Landkreis zum neuen Regierungsbezirk Freiburg.

## Politik

### Gemeinderat
Der Gemeinderat in Seitingen-Oberflacht besteht aus den 12 ehrenamtlichen Gemeinderäten und dem Bürgermeister als Vorsitzendem. Der Bürgermeister ist im Gemeinderat stimmberechtigt. Bei der Kommunalwahl am 9. Juni 2024 wurde der Gemeinderat durch Mehrheitswahl gewählt. Mehrheitswahl findet statt, wenn kein oder nur ein Wahlvorschlag eingereicht wurde. Die Bewerber mit den höchsten Stimmenzahlen sind dann gewählt. Die Wahlbeteiligung betrug 63,30 %.

### Bürgermeister
- 1975–1991: Heinrich Bisser (1925–2005), war zuvor bereits 1965–1975 Bürgermeister von Oberflacht[7][8]
- 1991–2018: Bernhard Flad (CDU, * 1955)[9]
- seit 2018: Jürgen Buhl[10], war vorher Stadtkämmerer in Meßstetten

### Wappen

Seitingen bis 1977
Oberflacht bis 1977

| Wappen von Seitingen-Oberflacht | Blasonierung: „In gespaltenem Schild vorn in Silber ein durchgehendes rotes Kreuz, hinten in Blau eine goldene Leier.“ |
| Wappen von Seitingen-Oberflacht | Wappenbegründung: Das Wappen und die Flagge der Gemeinde wurde am 9. März 1977 durch das Landratsamt Tuttlingen verliehen. Wie der Gemeindename aus den Namen beider Teilorte zusammengesetzt ist, so besteht auch das Wappen aus Motiven der bisherigen Gemeindewappen. Das rote Kreuz ist das Wappen des Hochstifts Konstanz. In verwechselten Farben bildete es das vordere Feld des seit 1956 von Seitingen geführten Gemeindewappens, hat im neuen Wappen jedoch Aussagekraft für die gesamte Gemeinde. Beide Orte gehörten als Teil der Herrschaft Konzenberg seit 1300 dem Domkapitel und von 1600 bis zur Säkularisation der Dompropstei Konstanz. Die Leier erinnert an das alamannische Reihengräberfeld in der Gemarkung Oberflacht, unter dessen Beigaben sich ein derartiges Instrument aus dem 6.–7. Jahrhundert befand. Das Wappen der ehemaligen Gemeinde Oberflacht wurde 1963 verliehen. |

### Banner und Flagge
|  | 00Banner: „Das Banner ist gelb-blau längsgestreift mit dem aufgelegten Wappen oberhalb der Mitte.“ |
|  | 00Hissflagge: „Die Flagge ist gelb-blau quergestreift mit dem Wappen in der Mitte.“                |

## Kultur und Sehenswürdigkeiten

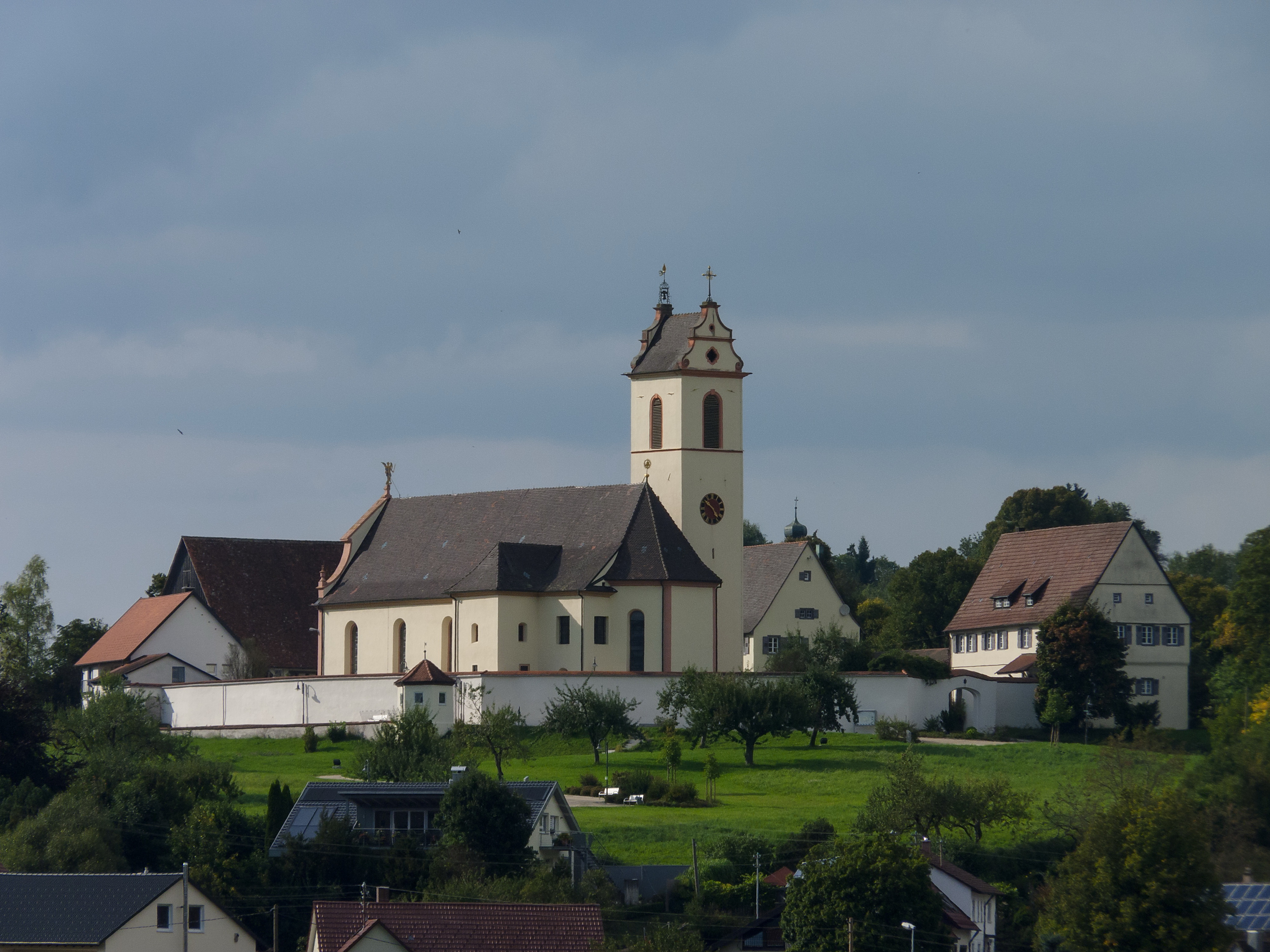
Seitinger Kirchberg

Die Kommune ist dem Tourismusverband „Donaubergland“ angeschlossen.

### Museum
Das große alamannische Gräberfeld von Oberflacht mit einem Sängergrab gehört zu den bedeutendsten Funden aus der Alamannenzeit in Europa. In einem kleinen Museum sind einige der Grabfunde und andere Exponate zur Geschichte der Alamannen zu besichtigen.
An der Fundstelle befindet sich eine Hinweistafel sowie ein Stein der an das „Sängergrab“ erinnert.

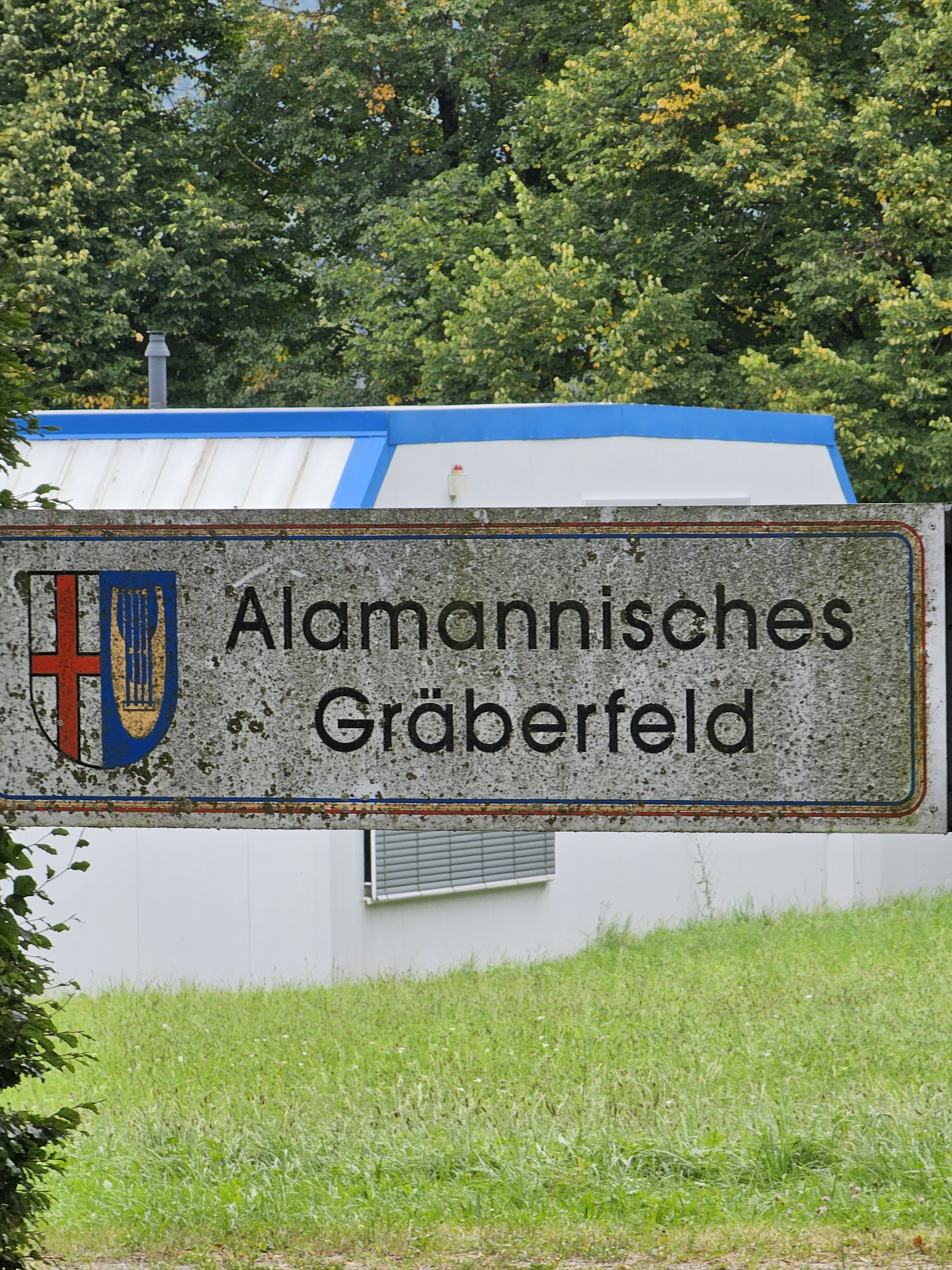
Hinweistafel „Alamannisches Gräberfeld“

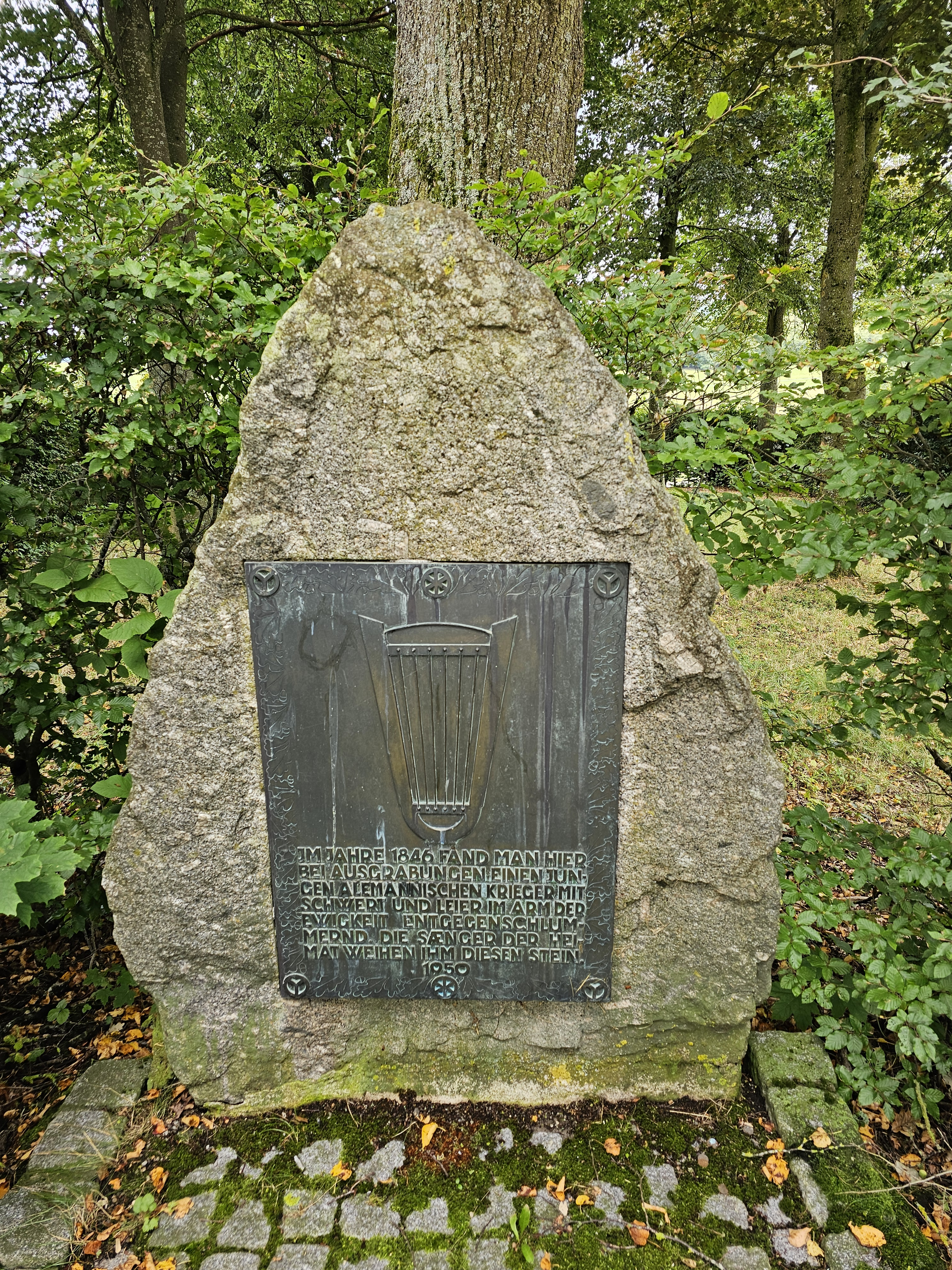
Sängerstein bei der Fundstelle des Gräberfeldes

### Bauwerke
Neben dem Sängergrab in Oberflacht ist der Kirchberg in Seitingen mit der renovierten Barockkirche Mariä Himmelfahrt und der Eustasius-Kapelle mit Wandmalereien aus dem 16. Jahrhundert im Innenraum sehenswert.

## Wirtschaft und Infrastruktur

### Abwasserreinigung
Die Aufgabe der Abwasserreinigung in Seitingen-Oberflacht wird vom Abwasserzweckverband Ostbaar durchgeführt. Diesem Abwasserzweckverband gehören auch die Gemeinden Hausen ob Verena, Durchhausen und Gunningen an. Künftig soll diese Anlage des Abwasserzweckverbandes mit Unterstützung des Landes Baden-Württemberg erweitert und modernisiert werden. Grund für die notwendige Modernisierung ist, dass die Wassergüte von Elta und Oberer Donau abgenommen hat. Daher muss die Kläranlage künftig höhere Reinigungsanforderungen erfüllen.

## Persönlichkeiten
- Edmund Stark (* 1909 in Seitingen; † 2004 in Ravensburg), Jurist, Richter